# Chêne-Bernard
Chêne-Bernard település Franciaországban, Jura megyében. Lakosainak száma 80 fő (2022. január 1.). Chêne-Bernard Chaînée-des-Coupis, Biefmorin, Les Essards-Taignevaux, Gatey, Pleure, Rye, Sergenon és Tassenières községekkel határos.

## Népesség
A település népességének változása:
| Lakosok száma | 58   | 78   | 68   | 73   | 73   | 66   | 64   | 73   | 78   | 80   |
|               | 1968 | 1982 | 1990 | 2006 | 2012 | 2015 | 2017 | 2019 | 2020 | 2022 |